# Gigantorhynchus echinodiscus
Gigantorhynchus echinodiscus är en hakmaskart som först beskrevs av Diesing 1851.  Gigantorhynchus echinodiscus ingår i släktet Gigantorhynchus och familjen Giganthorhynchidae. Inga underarter finns listade i Catalogue of Life.